# Zegar Laima
Zegar Laima (łot. Laimas pulkstenis) – zegar w centrum Rygi.

## Historia
Zegar został ustawiony w 1924 roku i początkowo nazywał się Wielki Zegar (Lielais pulkstenis). Aby móc podawać dokładny czas, w 1929 roku zegar został połączony z Obserwatorium Astronomicznym Uniwersytetu Łotewskiego. W 1934 roku na zegarze umieszczono reklamę produkującej słodycze firmy "Riegert", która w 1936 roku zmieniła nazwę na "Laima". W 1989 roku zegar został na podstawie starej fotografii zrekonstruowany. Pracami kierował Talivaldis Beerser i projektant Joseph Apels. Następną restaurację sfinansowała firma "Laima" w 1999 roku w związku z przygotowaniami do obchodów 800-lecia Rygi. Projekt opracował architekt Armands Bisenieks we współpracy z firmą „Metal Design”.
Kolejna rekonstrukcja zegara miała miejsce od 27 listopada 2017 roku. Jej projekt opracował Arvis Sproģis. Odsłonięcie zegara po renowacji miało miejsce 29 grudnia 2017 roku. Po niej zegar co godzinę wygrywa jedną z 24 znanych melodii Raimondsa Paulsa.

## Lokalizacja
Zegar znajduje się w centrum Rygi niedaleko Opery Narodowej, a naprzeciwko Pomnika Wolności.